# Playoffs de la ABA de 1974
Los Playoffs de la ABA de 1974 supusieron la culminación de la temporada 1973-74 de la ABA, la séptima de su historia. Los campeones fueron los New York Nets, que derrotaron en las Finales a Utah Stars por 4 victorias a 1.
Tuvo que jugarse un partido previo de desempate para dirimir la cuarta plaza de la División Oeste entre dos equipos que terminaron la temporada regular con el mismo número de victorias, San Diego Conquistadors y Denver Rockets, ganando los primeros por 131-111.
Los Carolina Cougars jugaron el último partido de su historia el 8 de abril de 1974, perdiendo ante Kentucky Colonels en el cuarto partido de las semifinales de la División Este. En las dos últimas temporadas de la ABA se convertirían en los Spirits of St. Louis, siendo uno de los dos equipos, junto a los Colonels, que no entrarían en la NBA tras el proceso de fusión entre ambas ligas.
Los New York Nets fueron el primer equipo desde la temporada 1969-70 en ganar el campeonato después de acabar la temporada regular con el mejor balance de victorias. su jugador, Julius Erving, sería elegido como MVP de los playoffs, algo que repetiría en los playoffs de 1976, siendo el único jugador en ganar en dos ocasiones el trofeo.

## Equipos clasificados

### División Este
1. New York Nets
2. Kentucky Colonels
3. Carolina Cougars
4. Virginia Squires

### División Oeste
1. Utah Stars
2. Indiana Pacers
3. San Antonio Spurs
4. San Diego Conquistadors

## Tabla
|  | Semifinales de División | Semifinales de División | Semifinales de División |                   |   | Finales de División | Finales de División | Finales de División |  |    | Finales de la ABA | Finales de la ABA | Finales de la ABA |  |
|  |                         |                         |                         |                   |   |                     |                     |                     |  |    |                   |                   |                   |  |
|  |                         |                         |                         |                   |   |                     |                     |                     |  |    |                   |                   |                   |  |
|  | 1                       | Utah Stars              | 4                       |                   |   |                     |                     |                     |  |    |                   |                   |                   |  |
|  | 1                       | Utah Stars              | 4                       |                   |   |                     |                     |                     |  |    |                   |                   |                   |  |
|  | 4                       | San Diego Q's           | 2                       |                   |   |                     |                     |                     |  |    |                   |                   |                   |  |
|  | 4                       | San Diego Q's           | 2                       |                   | 1 | Utah Stars          | 4                   |                     |  |    |                   |                   |                   |  |
|  | División Oeste          |                         |                         |                   | 1 | Utah Stars          | 4                   |                     |  |    |                   |                   |                   |  |
|  |                         |                         | 2                       | Indiana Pacers    | 3 |                     |                     |                     |  |    |                   |                   |                   |  |
|  | 3                       | San Antonio Spurs       | 2                       | Indiana Pacers    | 3 | 3                   |                     |                     |  |    |                   |                   |                   |  |
|  | 3                       | San Antonio Spurs       |                         |                   |   |                     |                     |                     |  |    |                   |                   |                   |  |
|  | 2                       | Indiana Pacers          | 4                       |                   |   |                     |                     |                     |  |    |                   |                   |                   |  |
|  | 2                       | Indiana Pacers          | 4                       |                   |   |                     |                     |                     |  | W1 | Utah Stars        | 1                 |                   |  |
|  |                         |                         |                         |                   |   |                     |                     |                     |  | W1 | Utah Stars        | 1                 |                   |  |
|  |                         |                         | E1                      | New York Nets     | 4 |                     |                     |                     |  |    |                   |                   |                   |  |
|  | 1                       | New York Nets           | E1                      | New York Nets     | 4 | 4                   |                     |                     |  |    |                   |                   |                   |  |
|  | 1                       | New York Nets           |                         |                   |   |                     |                     |                     |  |    |                   |                   |                   |  |
|  | 4                       | Virginia Squires        | 1                       |                   |   |                     |                     |                     |  |    |                   |                   |                   |  |
|  | 4                       | Virginia Squires        | 1                       |                   | 1 | New York Nets       | 4                   |                     |  |    |                   |                   |                   |  |
|  | División Este           |                         |                         |                   | 1 | New York Nets       | 4                   |                     |  |    |                   |                   |                   |  |
|  |                         |                         | 2                       | Kentucky Colonels | 0 |                     |                     |                     |  |    |                   |                   |                   |  |
|  | 3                       | Carolina Cougars        | 2                       | Kentucky Colonels | 0 | 0                   |                     |                     |  |    |                   |                   |                   |  |
|  | 3                       | Carolina Cougars        |                         |                   |   |                     |                     |                     |  |    |                   |                   |                   |  |
|  | 2                       | Kentucky Colonels       | 4                       |                   |   |                     |                     |                     |  |    |                   |                   |                   |  |
|  | 2                       | Kentucky Colonels       | 4                       |                   |   |                     |                     |                     |  |    |                   |                   |                   |  |
|  |                         |                         |                         |                   |   |                     |                     |                     |  |    |                   |                   |                   |  |